# El Huicumo
El Huicumo är en ort i Mexiko.   Den ligger i kommunen La Unión de Isidoro Montes de Oca och delstaten Guerrero, i den södra delen av landet, 400 km väster om huvudstaden Mexico City. El Huicumo ligger 91 meter över havet och antalet invånare är 260.
Terrängen runt El Huicumo är kuperad åt nordost, men åt sydväst är den platt. Runt El Huicumo är det glesbefolkat, med 15 invånare per kvadratkilometer. Närmaste större samhälle är Guacamayas, 9,5 km sydväst om El Huicumo. I omgivningarna runt El Huicumo växer huvudsakligen savannskog.